# Arismendi (cidade)
Arismendi é uma cidade venezuelana, capital do município de Arismendi.